# USS LST-898
O USS LST-898 foi um navio de guerra norte-americano da classe LST que operou durante a Segunda Guerra Mundial.